# HaAh HaGadol 3

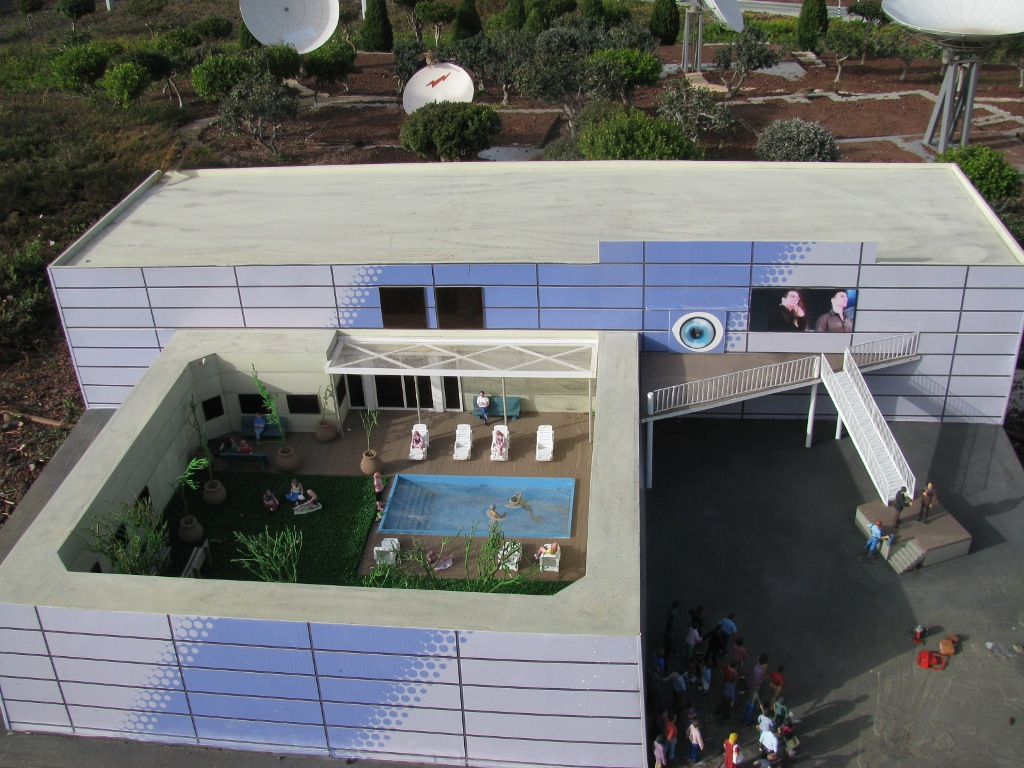
Sede do HaAh HaGadol 3.

HaAh HaGadol 3 (em hebraico:  האח הגדול 3‎, significando literalmente The Big Brother 3 ou O Grande Irmão 3) é o terceiro programa da série de Big Brother que é transmitida em Israel.
Começou a ir para o ar em 8 de dezembro de 2010, e terminou em 26 de março de 2011. A premiação desta competição para o vencedor do programa era de um milhão de xéqueis. A casa se localizava em Neve Ilan, no subúrbio de Jerusalém.